# Амба-чарек
Амба-чарек (арм. Համբա ճարեկ) — в традиционной армянской сельской общине старинная система передела земель, находившихся во владении общины. Система основывалась на учёте как фактических душ обоего пола в данной семье, так и экономической состоятельности и платёжноподатной способности «дыма» (арм. ծուխ), т.е. каждого дома. При наделении общинников пахотными участками за основную единицу принималась семейная амба (арм. համբա) , включавшая в себя 16 душ обоего пола и имевшая возможность выставить один тяжёлый плуг с 10—12 парами тягловых волов, одного пахаря и десятерых погонщиков. Минимальную долю этой совокупной единицы составлял чарек (арм. ճարեկ), который как земельный надел был приравнен к четырём душам обоего пола.
Впоследствии на смену системе амба-чарек пришла новая форма, при которой число душ перестало учитываться. Так, экономически мощная семья получала полный надел независимо от того, сколько душ включала в себя, в то время как бедная семья из 10 душ могла получить четвертной надел.